# Говард, Эстер
Эстер Говард (англ. Esther Howard; 4 апреля 1892, Хелена — 8 марта 1965, Голливуд, Калифорния) — американская актриса театра и кино.

## Биография
Эстер Говард родилась 4 апреля 1892 года в городе Хелена (штат Монтана, США). К 1917 году она жила в Нью-Йорке, где начала играть на Бродвее. В конце 1920-х годов актриса решила поменять театр на кинематограф и добилась успеха и на этом поприще. К своим 38 годам, когда состоялся её кинодебют, Говард оставалась стройной и красивой, поэтому режиссёры охотно приглашали женщину в свои картины на второстепенные и эпизодические роли. В 1952 году 60-летняя актриса окончила свою карьеру и удалилась на покой.
Эстер Говард скончалась 8 марта 1965 года в Голливуде (Калифорния) от сердечного приступа. Похоронена на кладбище «Лесная поляна».

### Личная жизнь
14 октября 1919 года Говард вышла замуж за киноактёра Артура Альбертсона. 26 октября 1926 года он покончил с собой, больше актриса официально замужем никогда не была, детей у неё не было.

## Работы на Бродвее
За свою театральную карьеру длиной 12 лет (1917—1929) Говард сыграла роли в 12 бродвейских постановках.
- 1917 — Дочь Евы / Eve's Daughter
- 1917 — L'Elevation
- 1918 — Несокрушимая жена / The Indestructible Wife
- 1919 — Захотела и сделала / She Would and She Did — Жемчужина
- 1920 — The Sweetheart Shop — Минерва Баттс
- 1921 — Сонни / Sonny — Мадж
- 1923—1924 — Полевой цветок / Wildflower — Лукреция Ла Роше
- 1925 — Расскажи мне больше / Tell Me More — Джейн Уоллес
- 1925—1926 — Санни[англ.] / Sunny — Сью Уоррен
- 1927 — Алле-оп! / Allez-oop
- 1928 — Леди на одну ночь / A Lady for a Night — Кларисса
- 1928—1929 — Новолуние[англ.] / The New Moon — Клотильда Ломбасте

## Избранная фильмография
За свою кинокарьеру длиной 22 года (1930—1952) Говард снялась в 114 фильмах, 29 из которых были короткометражными, а в 51 случае она не была указана в титрах. Актриса всегда играла второстепенные и эпизодические роли с широким амплуа от скромных старых дев до глубоко аморальных преступниц, от гиперсексуальных вдов до дряхлых вредных старух, а изредка, наоборот, гламурных дам.

### В титрах указана
- 1932 — Весело мы катимся в ад[англ.] / Merrily We Go to Hell — Вай
- 1932 — Победитель забирает всё[англ.] / Winner Take All — Энн
- 1932 — Рэкети Рэкс[англ.] / Rackety Rax — «сестра» Кэрри
- 1934 — Готова для любви[англ.] / Ready for Love — тётя Айда
- 1935 — Мэри Бёрнс, беглянка[англ.] / Mary Burns, Fugitive — домовладелица
- 1936 — Энни с Клондайка[англ.] / Klondike Annie — Фанни Рэдлер
- 1939 — Бродвейская серенада[англ.] / Broadway Serenade — миссис Феллоус
- 1940 — Великий Макгинти / The Great McGinty — мадам Джульетта Ла Холья
- 1941 — Странствия Салливана / Sullivan's Travels — Миз Зеффи
- 1942 — Моя любимая блондинка[англ.] / My Favorite Blonde — миссис Топли
- 1942 — Приключения в Палм-Бич / The Palm Beach Story — жена Уини Кинга
- 1944 — Это убийство, моя милочка / Murder, My Sweet — Джесси Флориан
- 1945 — Великий Фламарион / The Great Flamarion — Клео
- 1945 — Объезд / Detour — Холли, официантка
- 1946 — Алиби Сокола / The Falcon's Alibi — Глория Пибоди
- 1946 — Письмо для Иви[англ.] / A Letter for Evie — миссис Эджуотерс
- 1946 — Дик Трейси против Бильярдного Шара[англ.] / Dick Tracy vs. Cueball — Мерзкая Флора
- 1947 — Рождённый убивать / Born to Kill — миссис Крафт
- 1948 — Прикосновение бархата / The Velvet Touch — Пэнси Дюпонт
- 1949 — Чемпион / Champion — миссис Келли
- 1949 — Леди играет в азартные игры / The Lady Gambles — Мерзкая Леди
- 1949 — Убийство / Homicide — миссис Брукер, хозяйка гостиницы
- 1949 — Прекрасная блондинка из Бэшфул-Бенд / The Beautiful Blonde from Bashful Bend — миссис Смидлэп
- 1949 — Адское пекло[англ.] / Hellfire — Птичка

### В титрах не указана
- 1931 — Жёлтый билет[англ.] / The Yellow Ticket — заключённая
- 1932 — Жизнь начинается[англ.] / Life Begins — подруга миссис Табби
- 1933 — Большой Шлем[англ.] / Grand Slam — Мэри
- 1934 — Косоглазые кавалеры[англ.] / Cockeyed Cavaliers — служанка
- 1935 — Смерть летит на восток[англ.] / Death Flies East — Митци
- 1935 — Фермер женится[англ.] / The Farmer Takes a Wife — повариха
- 1937 — Взлёты и падения / Swing High, Swing Low — клиентка в салоне красоты
- 1937 — Тупик / Dead End — соседка с грубым голосом
- 1937 — Фабрика грёз[англ.] / Stand-In — миссис Мэк
- 1938 — Ребекка с фермы Саннибрук[англ.] / Rebecca of Sunnybrook Farm — «сценическая мать[англ.]»
- 1938 — Мария-Антуанетта / Marie Antoinette — прохожая
- 1938 — Техасцы[англ.] / The Texans — мадам
- 1941 — Леди из Шайенна[англ.] / The Lady from Cheyenne — домовладелица
- 1942 — Сказки Манхэттена / Tales of Manhattan — женщина, «стреляющая» сигарету у Джо
- 1944 — Чудо в Морганс-Крик / The Miracle of Morgan's Creek — Салли
- 1944 — Жили-были[англ.] / Once Upon a Time — клерк
- 1944 — Холостые постояльцы[англ.] / Idle Roomers — соседка по комнате Хейзел (к/м)
- 1944 — Великий момент[англ.] / The Great Moment — пациентка доктора Уэллса
- 1944 — Слава герою-победителю / Hail the Conquering Hero — миссис Эверетт Дж. Ноубл
- 1944 — Большой шум[англ.] / The Big Noise — тётя Софи
- 1945 — Приключение[англ.] / Adventure — Блистер
- 1946 — Святой бандит[англ.] / The Hoodlum Saint — пожилая зрительница
- 1946 — Вирджинец[англ.] / The Virginian — мать студента
- 1946 — Безоговорочно[англ.] / Without Reservations — Сара
- 1947 — Песня тонкого человека[англ.] / Song of the Thin Man — Сэди
- 1948 — Невеста июня[англ.] / June Bride — миссис Митчелл
- 1949 — Преступный путь / The Crooked Way — хозяйка гостиницы
- 1949 — Сумей сквозь тучи солнце разглядеть[англ.] / Look for the Silver Lining — миссис Моффитт
- 1950 — Не её мужчина / No Man of Her Own — владелица пансионата
- 1950 — В клетке / Caged — Грейс
- 1952 — Роза Симаррона[англ.] / Rose of Cimarron — Мамаша Брюс